# Szmulowizna

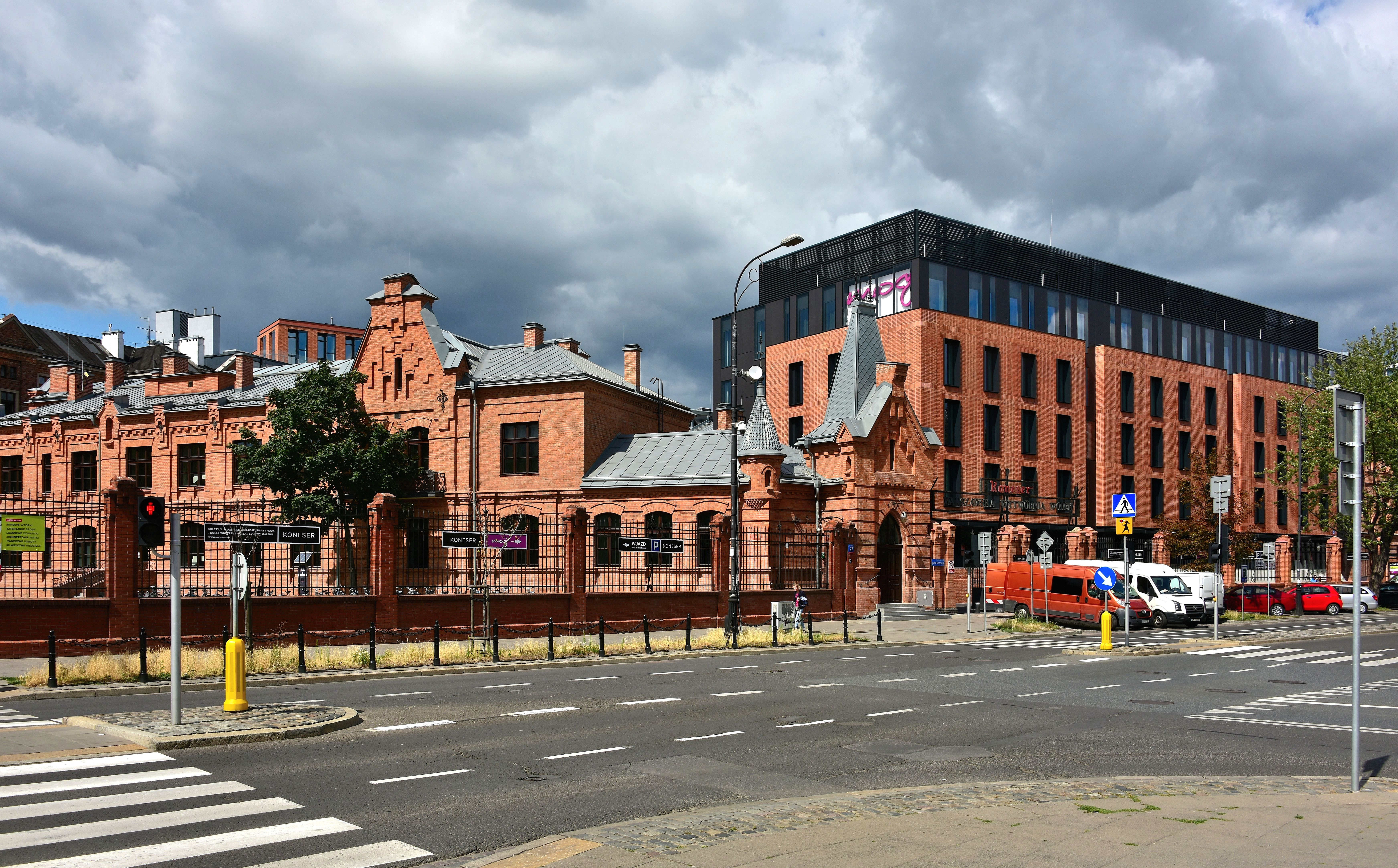
Centrum Praskie Koneser w kompleksie dawnej Warszawskiej Wytwórni Wódek „Koneser”, widok z ul. Ząbkowskiej

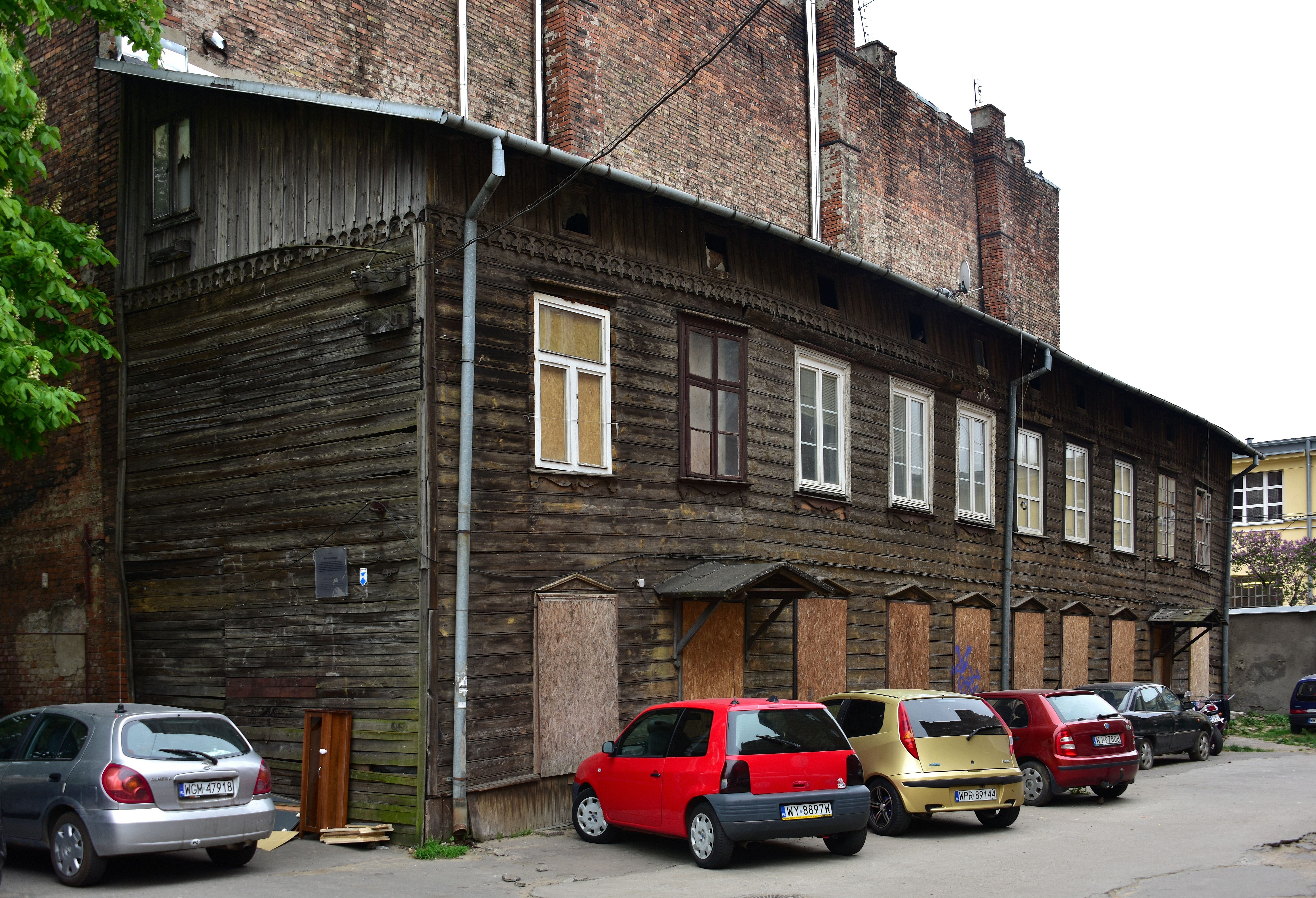
Oficyna Burkego przy ul. Kawęczyńskiej 26, jeden z reliktów drewnianej zabudowy Pragi

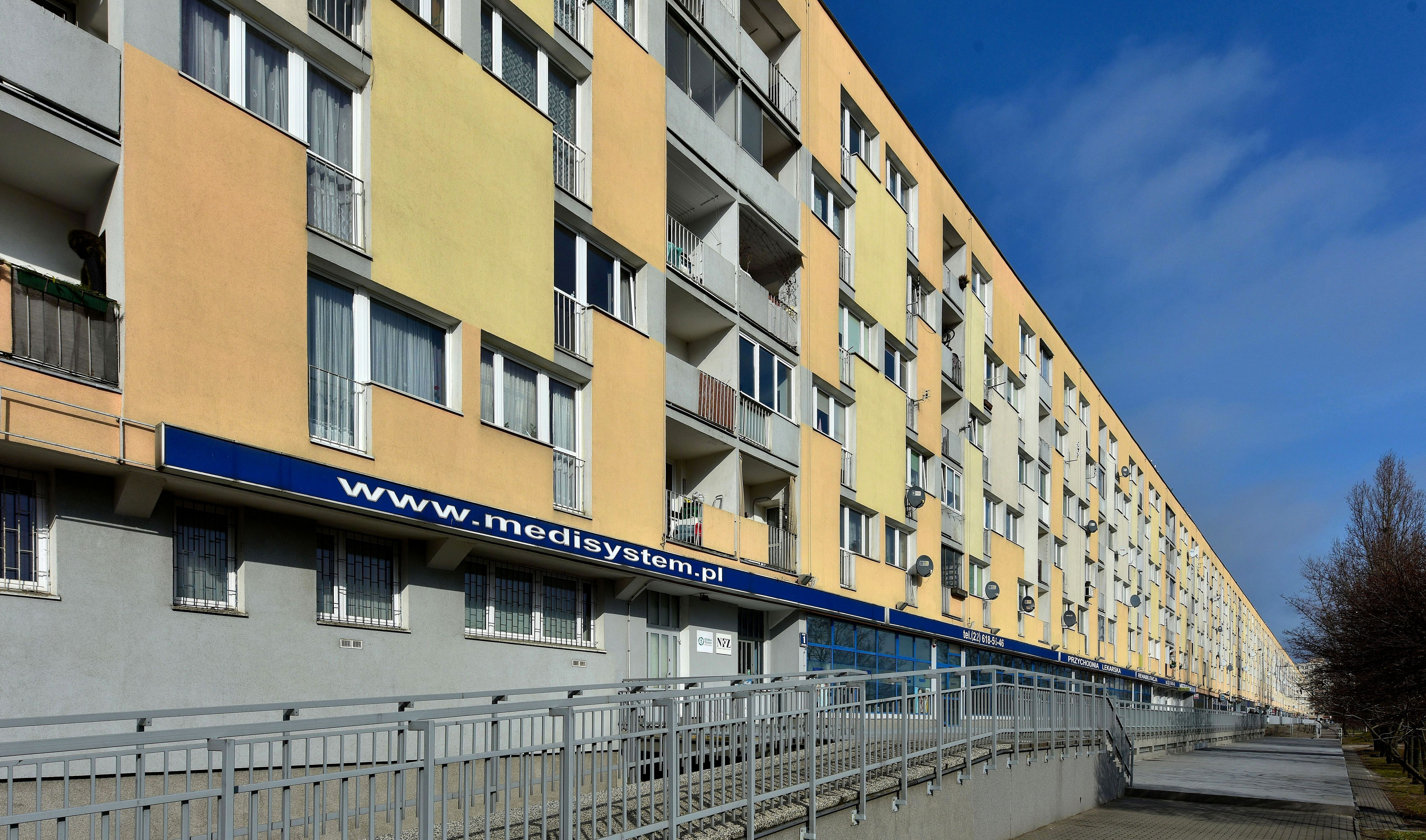
Blok mieszkalny (tzw. jamnik) przy ul. Kijowskiej 11

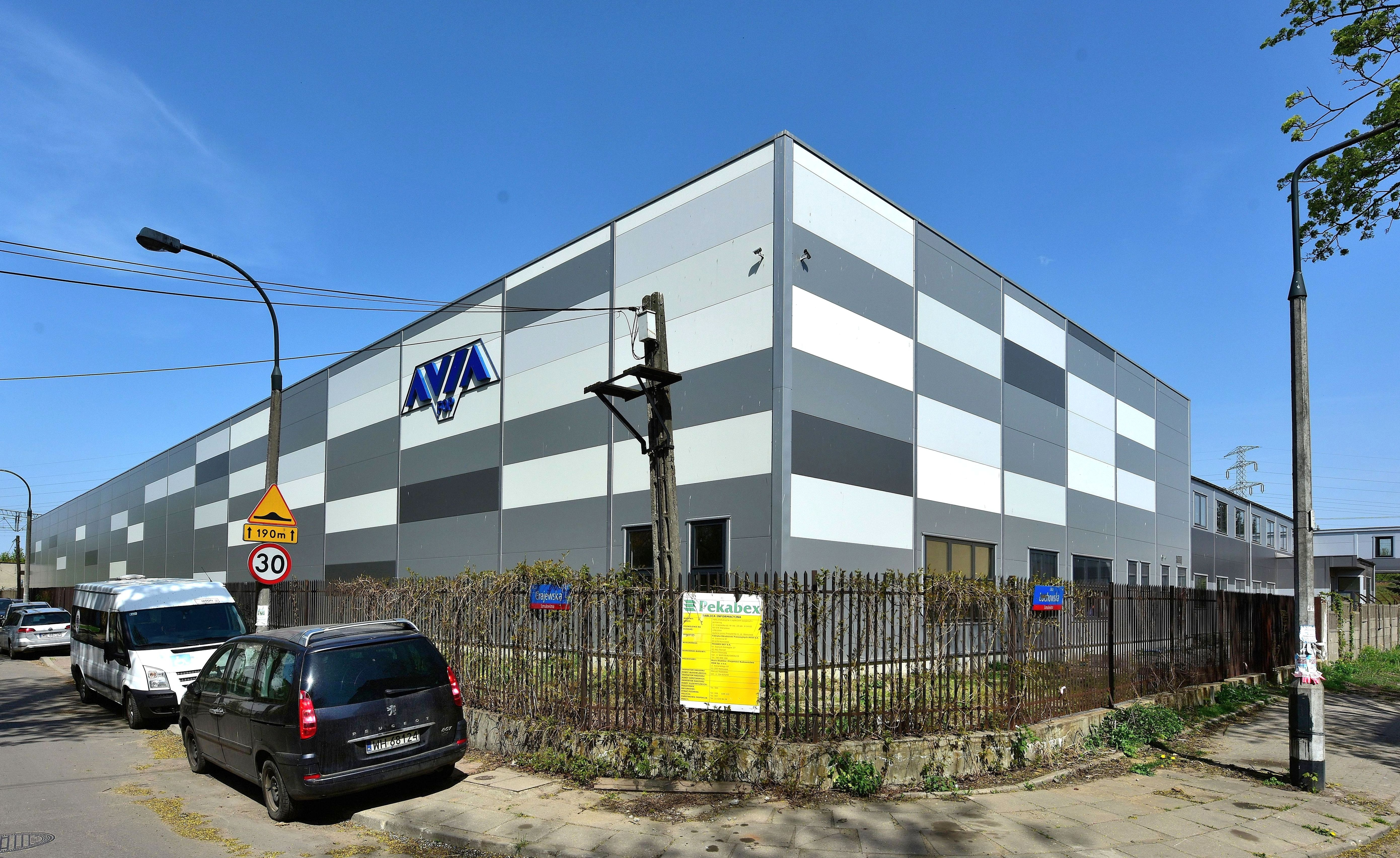
Nowa hala produkcyjna Fabryki Obrabiarek Precyzyjnych Avia S.A. przy ul. Grajewskiej, największego zakładu produkcyjnego na Szmulowiźnie

Szmulowizna, dawniej także Szmulowszczyzna, zwyczajowo Szmulki – osiedle i obszar MSI w dzielnicy Praga-Północ w Warszawie.

## Położenie
Granice Szmulowizny wydzielonej jako obszar Miejskiego Systemu Informacji wyznaczają:
- ul. Markowska,
- linia kolejowa wzdłuż al. „Solidarności”,
- linia kolejowa wzdłuż ul. Zabranieckiej i ul. Naczelnikowskiej (granica między Pragą-Północ a Targówkiem, dawniej granica gminy Warszawa-Centrum),
- linia kolejowa ze stacją Warszawa Wschodnia (wzdłuż granicy dzielnic Praga-Północ i Praga-Południe) od granicy dzielnicy Targówek (dawnej granicy gminy Warszawa-Centrum).

Pierwotnie granicę między Pragą (wtedy już częścią miasta Warszawy) a Szmulowizną wyznaczał wał ziemny (część okopów Lubomirskiego) w rejonie ul. Markowskiej i rogatki Ząbkowskie, znajdujące się w miejscu dzisiejszego skrzyżowania ul. Ząbkowskiej z Markowską.

## Pochodzenie nazwy

### Szmulowizna
Nazwa Szmulowizna pochodzi od imienia właściciela tych gruntów Szmula (Samuela) Jakubowicza Sonnenberga, zwanego Zbytkowerem (Zbitkawerem) (1756−1801), żydowskiego kupca, bankiera, faktora, protegowanego króla Stanisława Augusta Poniatowskiego, protoplasty rodu Bergsonów (w tym filozofa Henryka Bergsona). Ten najbogatszy Żyd warszawski zrobił znaczny majątek na dostawach dla wojska rosyjskiego. Zbiegł po wybuchu powstania kościuszkowskiego. Jego niektóre zakłady m.in.: garbarnię, młyn na Golędzinowie przejęły władze powstańcze. Początkowo folwark Zbytkowera nosił nazwę Bojnówek, z czasem wraz z okolicznymi terenami (wsią i karczmą) przyjął nazwę Szmulowizna od imienia właściciela. Nazwy tej, również w brzmieniu Szmulowszczyzna używano m.in. w XIX w., widać ją m.in. na zaborczych mapach z tego okresu (w rosyjskiej pisowni Шмулевизна lub Шмулевщизна). Stosowano również formę Szmulewizna.
Zamiast nazwy Szmulowizna na mapach topograficznych od kilkudziesięciu lat umieszcza się potoczną nazwę Szmulki i ta forma znalazła się w oficjalnym Państwowym Rejestrze Nazw Geograficznych.

### Michałów
Tereny we wschodniej części Szmulowizny wykupiło w 1902 małżeństwo książąt Michał i Maria Radziwiłłowie. Odtąd nazwano je Michałowem na cześć księcia – działacza filantropijnego, mecenasa kultury i współfundatora (wraz z małżonką) szkółek i schronisk dla ubogiej młodzieży (m.in. przytułek Nazaret) oraz Bazyliki Najświętszego Serca Jezusowego. Michał Radziwiłł całe swoje życie poświęcił sprawom publicznym, angażując swą energię, a także pieniądze w działalność filantropijną i kulturalną. Był m.in. redaktorem i wydawcą „Biblioteki Warszawskiej”, Prezesem Warszawskiego Towarzystwa Dobroczynności oraz członkiem Towarzystwa Zachęty Sztuk Pięknych. Przewodniczył Komitetowi budowy pomnika Adama Mickiewicza.
Do Michałowa niektórzy zaliczają również tereny za linią kolei nadwiślańskiej, należące już do Targówka Fabrycznego.
Nazwa Michałów była w użyciu przede wszystkim w okresie międzywojennym. Dzisiejszy tramwajowy przystanek końcowy Kawęczyńska-Bazylika nosił wtedy nazwę Kawenczyńska (Michałów). Natomiast obszar Michałowa powiększył się i zamykał w granicach parafii Najświętszego Serca Jezusowego, ustanowionej Dekretem erekcyjnym z dnia 25 października 1919 roku, a granice Michałowa sięgały obecnej ulicy Markowskiej. W latach 20. XX wieku, sporządzono mapę otoczenia Bazyliki NSJ, którą nazwano „Plan Michałowa”. O tym, że nazwa Michałów stosowana była powszechnie świadczyć może m.in.: Dekret księdza Kardynała A.Kakowskiego z 1931 roku przekazujący parafię z Bazyliką Towarzystwu Salezjańskiemu. Istniał również, utworzony przy Państwowym Monopolu Spirytusowym, hufiec Michałów organizacji młodzieżowej Orląt. Funkcjonował on w latach 30., będąc najliczniejszym hufcem Orląt w prawobrzeżnej Warszawie, i działał w konspiracji podczas II wojny światowej.
W czasach PRL, zwalczając wpływy ziemiaństwa i Kościoła, upowszechniano nazwę Szmulowizna. Mimo to do dziś pozostała nazwa kolejowego posterunku odgałęźnego Michałów na linii kolei nadwiślańskiej oraz ulicy Michałowskiej, upamiętniającej Michała Radziwiłła.
Przed wojną istniało Towarzystwo Przyjaciół Michałowa – reaktywowane w 2008 jako Praskie Stowarzyszenie Mieszkańców „Michałów”, którego celem jest m.in. przywrócenie tej historycznej nazwy. W dniu imienin Michała (29 września) obchodzone są Dni Michałowa.
W 2009 grupa mieszkańców osiedla podjęła starania o wydzielenie Michałowa ze Szmulowizny, jako oddzielnego obszaru MSI.

## Historia
W XIX w. Szmulowizna została otoczona z 3 stron torami kolejowymi – w 1862 otwarto kolej petersburską od północy, w 1867 kolej terespolską od południa oraz kolej obwodową, tzw. nadwiślańską w 1875–1877. W 1877 na terenie Szmulowizny znajdowało się ok. 100 domów i 1890 mieszkańców. Na obszarze Szmulowizny rozwinął się przemysł – w 1897 powstała przy ul. Ząbkowskiej Wytwórnia Wódek „Koneser”, a przy ul. Siedleckiej późniejsza fabryka Avia (1902, obecnie Fabryka Obrabiarek Precyzyjnych Avia). W 1889 Szmulowizna została włączona do Warszawy. Wiele nowo wytyczanych ulic otrzymało − podobnie jak już istniejące ulice − nazwy od miejscowości leżących na wschód od Wisły.
W okresie międzywojennym nastąpiła rozbudowa dróg, kanalizacji, wodociągów, linii tramwajowych – powstała Zajezdnia Praga na Kawęczyńskiej otwarta 1 lutego 1922. W latach 1907–1923 zbudowano bazylikę Najświętszego Serca Jezusowego.
Zabudowa Szmulowizny ucierpiała w czasie obrony Warszawy we wrześniu 1939.
Po wyzwoleniu Pragi we wrześniu 1944 na Szmulowiźnie, zniszczonej w niewielkim stopniu i znajdującej się poza zasięgiem artylerii niemieckiej, koncentrowało się życie polityczne i społeczne prawobrzeżnej części miasta.
Po wojnie mieszkania opuszczone przez ludność żydowską zajęła uboga ludność z warszawskich przedmieść – a sama Praga, a zwłaszcza Szmulki, zyskały złą sławę. Domy pozbawione przez lata właściwej opieki powoli odzyskują swój wygląd, powstają tu też nowe osiedla mieszkaniowe.
W początku lat 50. pod kierunkiem arch. Zygmunta Stępińskiego powstał projekt nowego osiedla Michałów z monumentalnymi budynkami, Długim Rynkiem i okrągłym placem z wysokościowcem. Na osiedlu miało zamieszkać 18 tys. mieszkańców. Projektu jednak nie zrealizowano.

### Osiedle Szmulowizna
W latach 1969–1975 na tym terenie powstało osiedle mieszkaniowe Szmulowizna zbudowane według projektu Jana Kalinowskiego. Jego charakterystycznym elementem jest najdłuższy budynek w Warszawie, przy ul. Kijowskiej 11, wzniesiony w latach 1971–1973, o długości 508 m.
Powstanie osiedla wysokich bloków spowodowało pocięcie na dwie części ulic: Łochowskiej, Łomżyńskiej, Wiosennej i Wołomińskiej oraz zniknięcie z planu miasta dawnych ulic: Jesiennej, Łamanej i Nowej.
Osiedle składa się z czterech części:
- Szmulowizna A, Szmulowizna I (1969–1972) – trzy budynki jedenastokondygnacyjne (Markowska 6, Korsaka 1, al. Tysiąclecia 151) i dwa pięciokondygnacyjne (Ząbkowska 40, Kijowska 11) między ulicami Kijowską, Markowską, Ząbkowską i aleją Tysiąclecia;
- Szmulowizna B (1973–1978) – jeden budynek jedenastokondygnacyjny (Wiosenna 2) i trzy pięciokondygnacyjne (Wiosenna 1 i 3, Tarchomińska 10) przy ulicach Wiosennej i Tarchomińskiej;
- Szmulowizna Wschodnia, Szmulowizna II – osiem budynków jedenastokondygnacyjnych (1972–1975; Wołomińska 19, Radzymińska 54/58, 60/66 i 68/72, Łomżyńska 15/25, Łochowska 1/29, Siedlecka 1/15 i 16/24) oraz trzy pięciokondygnacyjne (1978–1984; Radzymińska 52a, Łomżyńska 22/24, Łochowska 34) w trójkącie między ulicami Radzymińską i Kawęczyńską oraz wałem Kolei Nadwiślańskiej;
- Kolonia Białostocka przy ulicy o tej samej nazwie – dwa budynki maksymalnie dwunastokondygnacyjne (nr 7 i 9) i jeden maksymalnie jedenastokondygnacyjny (nr 11; wszystkie trzy 1982–1986) oraz jeden czterokondygnacyjny (numer 48; 2001).

## Ważniejsze obiekty
- Bazylika Najświętszego Serca Jezusowego
- Blok mieszkalny przy ul. Kijowskiej 11 (tzw. jamnik)
- Europejska Wyższa Szkoła Prawa i Administracji
- Fabryka Drucianka w Warszawie
- Kompleks dawnej Wytwórni Wódek „Koneser”, siedziba m.in. Muzeum Polskiej Wódki
- Kompleks młyński Michla w Warszawie
- Fabryka Obrabiarek Precyzyjnych Avia
- Oficyna Burkego
- Menedżerska Akademia Nauk Stosowanych
- Szkoła przy ul. Otwockiej 3 w Warszawie
- Zajezdnia tramwajowa Praga